# Лю Ичан
Лю Ичан (кит. трад. 劉以鬯, упр. 刘以鬯, пиньинь Liú Yǐchàng; 7 декабря 1918, Шанхай, Цзянсу — 8 июня 2018, Восточный округ Гонконга, Гонконг), он же Лау Ичхён (иер. 劉以鬯; англ. Lau Yee Cheung) — гонконгский писатель, редактор и издатель. Считается основателем современной литературы Гонконга.
Его роман «Пьяница» (кит. 酒徒) — первый китайский роман «потока сознания». По его мотивам гонконгский режиссёр Вонг Карвай снял фильм «2046» (2004), а по мотивам романа «Пересечение» (кит. 對倒) — «Любовное настроение» (2000).

## Биография
Родился в Шанхае 7 декабря 1918 года в семье Лю Хао (кит. 劉浩). Имя при рождении Лю Тунъи (кит. 劉同繹).
В 1941 году Лю Ичан окончил университет Святого Иоанна в Шанхае. Благодаря помощи отца он уехал из Шанхая в Чунцин, так как японские войска оккупировали Шанхайский международный сеттльмент. Из-за проблем с поиском работы в Чунцине он спал на заводе, иногда жил в общежитии у старшего брата, который занимал дипломатическую должность. В Чунцине же он знакомству он устроился в газету «Гоминь гунбао» (кит. 國民公報). В 1943 году Лю Ичан первым услышал новость BBC о смерти маршала флота Японии Исороку Ямамото и опубликовал её в газете «Саодан бао» (кит. 掃蕩報). В 1945 году он вернулся в Шанхай.
В 1957 году он женился на Ло Пэйюнь (кит. 羅佩雲) и переехал в Гонконг. 8 июня 2018 года Лю Ичан скончался в госпитале в Гонконге в возрасте 99 лет.

## Карьера
С 1941 года по 2000 год Лю Ичан работал редактором газет и главным редактором издательства и журналов в таких городах, как Чунцин, Шанхай, Гонконг, а также в Сингапуре и Малайзии. С 1949 года по 1962 год он занимал должность редактора в гонконгской газете «Hong Kong Times» (кит. 香港時報), с 1963 года по 1980-е годы — должность редактора «Файбоу» (кит. 快報), с 30 сентября 1981 года по 4 апреля 1991 года — должность главного редактора «Sing Tao Evening Post» (кит. 星島晚報).
В январе 1985 года в Гонконге был создан ежемесячный литературный журнал «Хёнкон Маньхок» (кит. 香港文學). В этом журнале Лю Ичан работал главным редактором до 1 июля 2000 года — до выхода на пенсию. За всё время работы он опубликовал 188 номеров, открывая новые таланты и внося большой вклад в развитие литературы Гонконга. Лю Ичан являлся членом Союза китайских писателей. В 1985 году он стал одним из учредителей Ассоциации писателей Гонконга, в разное время был заместителем председателя и председателем Ассоциации.
Открытый университет Гонконга присвоил Лю Ичану звание заслуженного профессора литературы. Он также получил степень почётного доктора филологии Открытого университета Гонконга и университета Линнань. На Гонконгской книжной ярмарке был признан «Писателем года». Лю Ичану вручили премию «за выдающийся вклад в искусство» и медаль почёта от правительства Специального административного района Гонконг.

## Творчество
В 1948 году в Шанхае был опубликован первый роман Лю Ичана «Потерянная любовь» (кит. 失去的愛情). За всю карьеру он написал более сорока литературных произведений: романы, эссе, очерки, критические сборники. Его работы завоевали множество наград, они были включены в различные университетские учебники в Китае и за рубежом, а также переведены на английский, французский, итальянский, нидерландский, японский, корейский и другие языки.
В 1963 году был написан роман «Пьяница» (кит. 酒徒). Произведение считается одним из первых китайских романов «потока сознания», в котором использовались некоторые приёмы западного модернизма в литературе.
В романе повествование ведётся от первого лица. Главный герой живёт в Гонконге. Он писатель, который хочет работать над серьёзными романами, но вынужден ради заработка и популярности у читателей писать романы в жанре уся. Надежды и идеалы героя не реализованы, поэтому он постоянно выпивает, чтобы не наблюдать за отвратительной реальностью. Показывая героя то трезвым, то пьяным, автор раскрывает его внутренний мир.
Лю Ичан отметил: «У меня не было намерения написать исторический роман, но я хотел дать комментарий к истории Гонконга». В романе упоминаются исторические события XX века, особенности СМИ и издательств в Гонконге. Герои ведут диалоги о развитии китайской литературы, например, о состоянии литературы после Движения 4 мая, о западных писателях и т.д.
В 1972 году Лю Ичан написал ещё один ставший известным роман — «Пересечение» (кит. 對倒). В романе рассказаны истории двух героев, живущих в 70-е годы XX века: мужчины средних лет, который переехал из Шанхая в Гонконг, и молодой девушки, которая родилась и выросла в Гонконге.